# 밥에게 무슨 일이 생겼나
《밥에게 무슨 일이 생겼나》(영어: What About Bob?)는 미국에서 제작된 프랭크 오즈 감독의 1991년 코미디 영화이다. 빌 머리, 리처드 드라이퍼스 등이 출연하였고, 로라 지스킨 등이 제작에 참여하였다.

## 출연
- 빌 머리
- 리처드 드라이퍼스
- 줄리 해거티
- 찰리 코즈모
- 캐스린 어비
- 프랜 브릴
- 로저 보언
- 레지 E. 캐시

## 기타 제작진
- 공동 제작: 버나드 윌리엄스
- 배역: 글렌 대니얼스
- 의상: 버니 폴랙

## 같이 보기
- 성질 죽이기